# Římskokatolická farnost – děkanství Železný Brod
Římskokatolická farnost – děkanství Železný Brod (lat. Eisenbroda, Ferrobroda) je církevní správní jednotka sdružující římské katolíky na území města Železný Brod a v jeho okolí. Organizačně spadá do turnovského vikariátu, který je jedním z 10 vikariátů litoměřické diecéze.

## Historie farnosti
V místě se nacházela středověká farnost (plebánie) již ve 14. století. Tato plebánie byla husitskými válkami těžce poškozena a po roce 1456 zanikla. K její obnově došlo až na začátku 18. století, kdy byla roku 1721 znovu kanonicky zřízena. Od roku 1721 jsou vedeny matriky. V roce 1970 byla farnost povýšena na děkanství.

### Duchovní správcové vedoucí farnost
Začátek působnosti jmenovaného v duchovní správě farnosti od:
- Nicolaus, † 1363
- 1363   Martinus
- Wenceslaus, † 1392
- 1392   Mathias, † 1404
- 1404   Joannes
- Wenceslaus
- 1414   Bartholomaeus z Blížkova
- 1419   Joannes
- 1720   Wenceslaus Simon Dlabacz
- 1722   Joannes Ferdinandt, † 1776
- 1776   Joannes Linhardt
- 1785   Ferd. Paus, † 14. 6. 1800
- 1800   Jos. Geronis
- 1803   Jos. Autiecha, n. 17. 8. 1775 Neoboleslav., o. x. 8. 1801, †  17. 12. 1825
- 1825   Jacob. Bržezina, n. 25. 7. 1790 Kremsir. (Mor.), o. 17. 8. 1814, † 24. 10. 1850
- 1850   par. vacat, admin. int. Wenc. Zyma (Václav Zima)
- 1851   Wenc. Zyma, n. 29. 9. 1812 Mn. Hradiště, o. 3. 8. 1837, †  8. 6. 1877
- 1877   Jos. Suchý, n. 19. 6. 1846 Řeporyje, o. 10. 7. 1870, † 19. 3. 1899
- 1899   Franc. Prokoš, n. 9. 1. 1854 Křížko-Kostelec, o. 10. 7. 1878, † 26. 4. 1924
- 1924   Jos. Lusk, n. 7. 8. 1870 Kašina Hora, o. 22. 7. 1894, † 19. 12. 1939
- 1. 1.  1940    Karel Červinka, n. 2. 1. 1915 Český Dub, o. 29. 6. 1939, † 22. 5. 1986
- 1. 3.  1955    František Hajer
- 5. 3.  1959    Jozef Kováčik, n. 4. 10. 1920 Urmince, † 18. 7. 2004 kněžský domov, Beckov
- 1. 1.  1996    Jaroslav Gajdošík
- 15. 11. 1996 Petr Kubíček
- 1. 8.  1998  Henryk Kuman MS, admin.
  - 1. 8.  1998  Jaroslaw Borucki MS, farní vikář
- 19. 8. 2000  Jaroslaw Borucki MS, admin.
- 1. 8.  2009  Jan Jucha MS, admin.
  - 1. 8. 2021 Henryk Kuman MS, farní vikář[3]

Kromě kněží stojících v čele farnosti, působili ve farnosti v průběhu její historie i jiní kněží. Většinou pracovali jako farní vikáři, kaplani, katecheté, výpomocní duchovní aj.

Železnobrodští duchovní správci
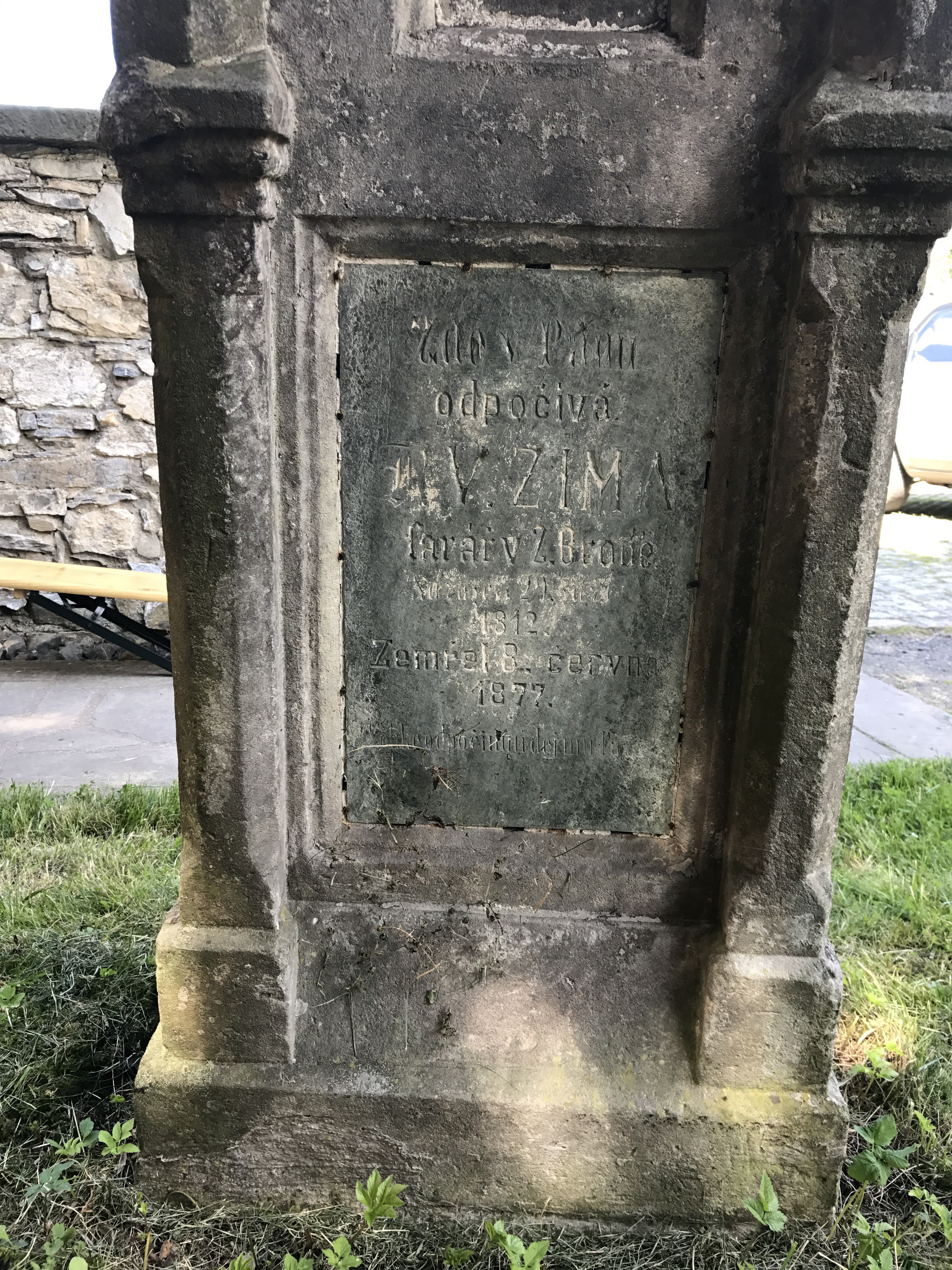
Václav Zima (1850–1877)
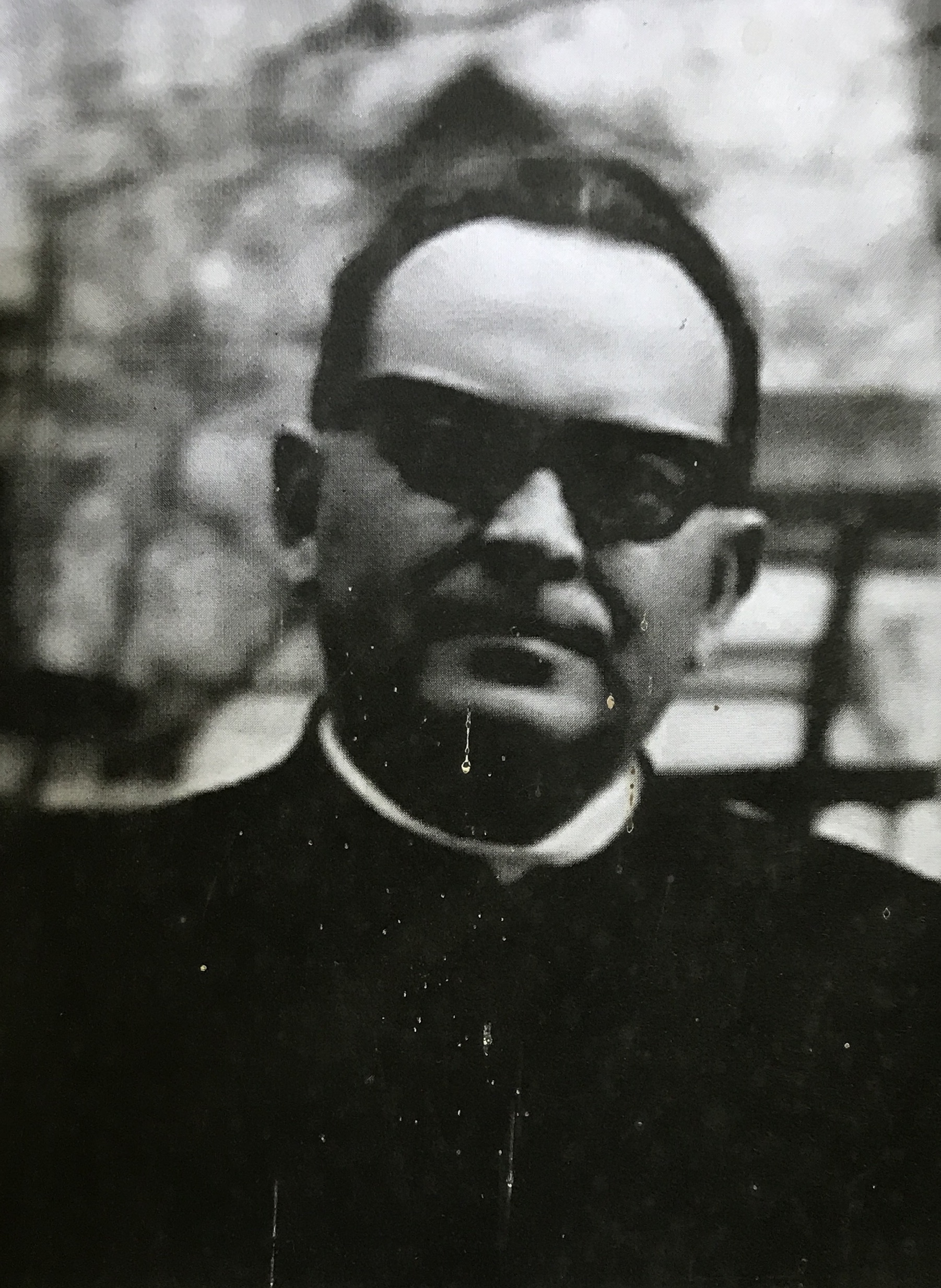
Josef Kováčik (1959–1996)
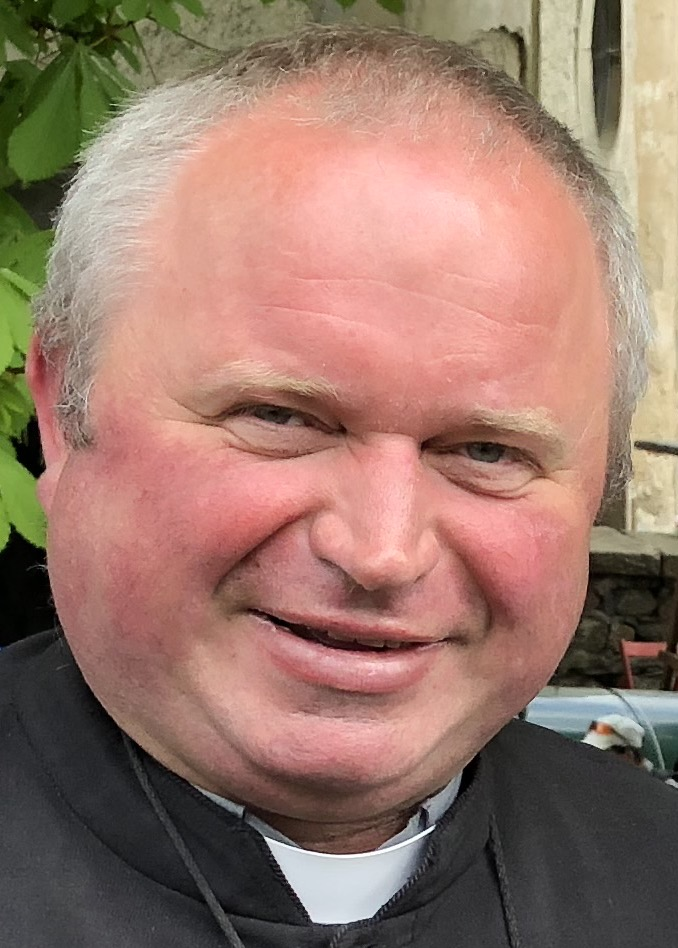
Jan Jucha MS (od r. 2009)

## Území farnosti
Do farnosti náleží území obce:
- Brodec (ad Železný Brod),[2] (Brodetz[4])[p 2]
- Dlouhý (Dlouhy[4])[p 2]
- Horská Kamenice (Gebirgs-Kamnitz, varianta Kamenitz im Gebirge[4])[p 2]
- Hrubá Horka (Gross Horka[4])[p 2]
- Chloudov (Chlodow[4])[p 2]
- Jirkov (Jirkau[4])[p 2]
- Koberovy (Koberau[4])[p 2]
- Malá Horka (Klein Horka[4])[p 2]
- Pelechov (Pelechow[4])[p 2]
- Pipice (Pipitz[4])[p 2]
- Radčice (Ratschitz[4])[p 2]
- Smrčí (Smirtschi, varianta Smrč[4])[p 2]
- Střevelná (Strewelna[4])[p 2]
- Těpeře (Tiepersch[4])[p 2]
- Vrát (Wrat[4])[p 2]
- Železný Brod (Eisenbrod[4])[p 2]

## Římskokatolické sakrální stavby a místa kultu na území farnosti
| | Fotografie | Stavba                                 | Místo        | Bohoslužby                      | Zeměpisné souřadnice             | Status       | Číslo kulturní památky                      |
| Kostel | Kostel     | Kostel                                 | Kostel       | Kostel                          | Kostel                           | Kostel       | Kostel                                      |
| --- | ---------- | -------------------------------------- | ------------ | ------------------------------- | -------------------------------- | ------------ | ------------------------------------------- |
| 1. |            | Kostel sv. Jakuba Většího              | Železný Brod | bližší informace o bohoslužbách | 50°38′35″ s. š., 15°15′24″ v. d. | farní kostel | 19958/5-117 (Pk•MIS•Sez•Obr•WD) (Q21034349) |
| Kaple |            |                                        |              |                                 |                                  |              |                                             |
| 2. |            | Kaple sv. Jana Nepomuckého „Na Poušti“ | Železný Brod | bližší informace o bohoslužbách | 50°38′18″ s. š., 15°15′27″ v. d. | kaple        | 34839/5-119 (Pk•MIS•Sez•Obr•WD) (Q21034094) |
| Některé drobné sakrální stavby a pamětihodnosti lze dohledat zde v databázi Drobné sakrální památky Zaniklé sakrální stavby lze dohledat zde v databázi Poškozené a zničené kostely, kaple a synagogy v České republice |            |                                        |              |                                 |                                  |              |                                             |

Ve farnosti se mohou nacházet i další drobné sakrální stavby, místa římskokatolického kultu a pamětihodnosti, které neobsahuje tato tabulka.

## Farní obvod
Z důvodu efektivity duchovní správy byl vytvořen farní obvod (kolatura) sestávající z přidružených farností spravovaných excurrendo z Železného Brodu. Jsou jimi farnosti (řazeno abecedně):
1. Římskokatolická farnost Bzí
2. Římskokatolická farnost Držkov
3. Římskokatolická farnost Klokočské Loučky
4. Římskokatolická farnost Krásná

## Galerie

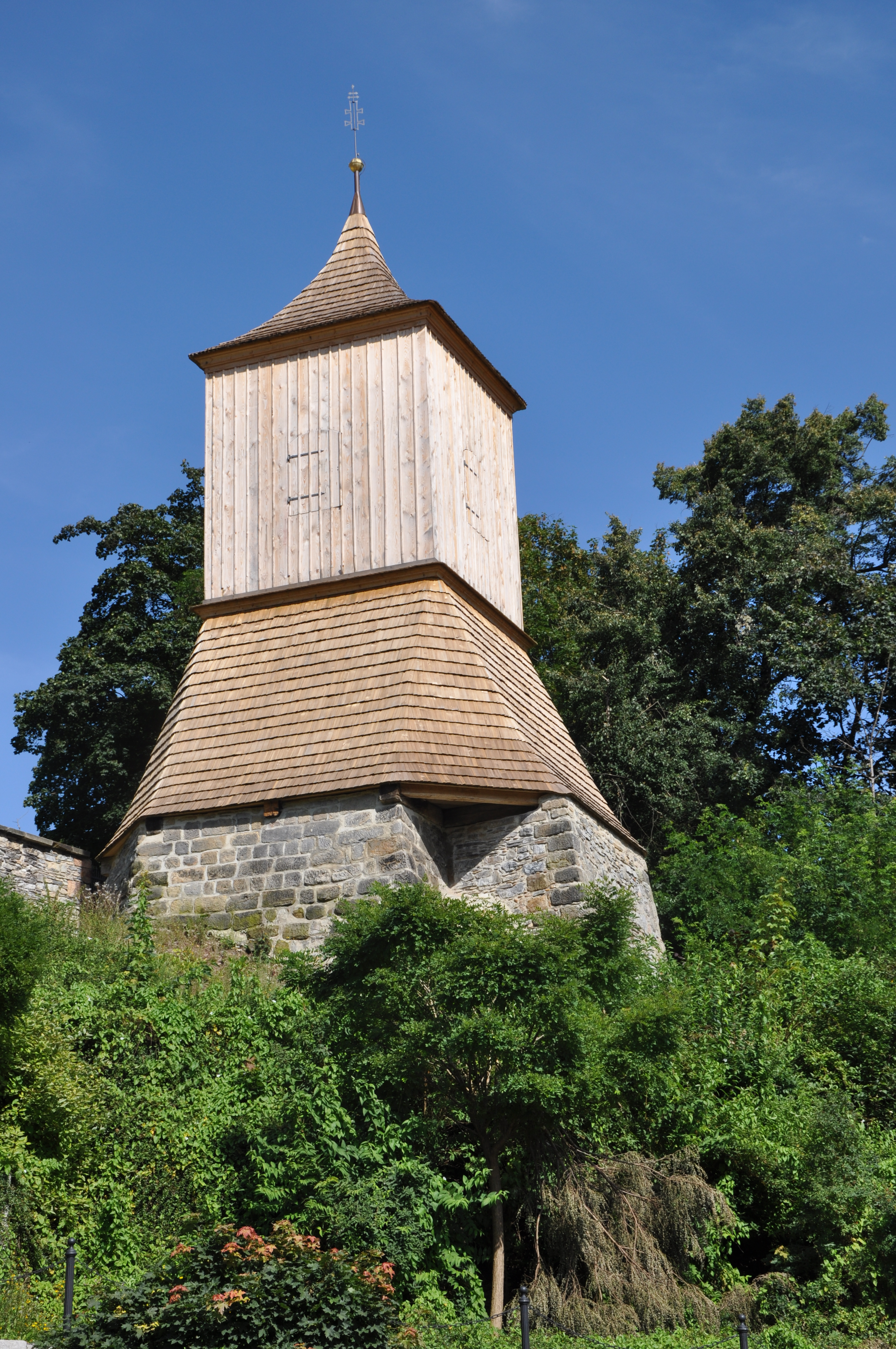
Zvonice u kostela sv. Jakuba Většího v Železném Brodě
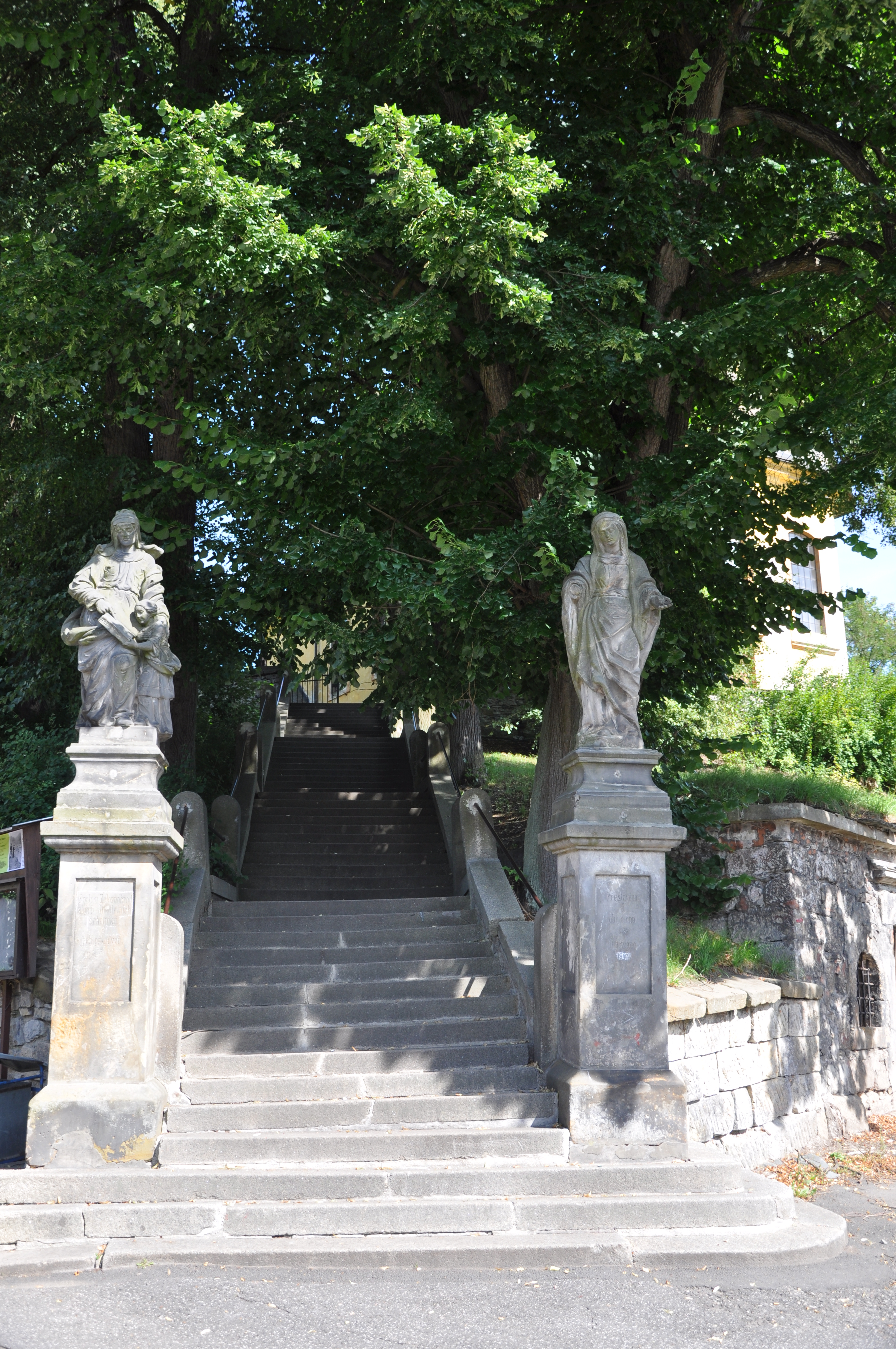
Schodiště u kostela sv. Jakuba Většího v Železném Brodě